# Micro-région de Szentlőrinc
La micro-région de Szentlőrinc (hongrois : szentlőrinci kistérség) est une micro-région statistique hongroise rassemblant plusieurs localités autour de Szentlőrinc.